# Мезмайская пещера
Мезмайская пещера — пещера в Апшеронском районе Краснодарского края России, всемирно известный археологический памятник. В Мезмайской пещере изучены отложения от эпохи среднего палеолита (неандертальцы), верхнего палеолита (38-24 тыс.л.н.), эпипалеолита и неолита. В слоях среднего палеолита археологами были обнаружены останки трех неандертальцев, в том числе редчайший случай — сохранившееся погребение новорожденного неандертальца. Антропологи считают, что неандерталец из Мезмайской пещеры — это один из наиболее полных и хорошо сохранившихся неандертальских скелетов любого возраста в мире. Это единственный образец от России, который благодаря своей уникальной сохранности, смог участвовать в проекте Геном неандертальца.

## Местоположение
Мезмайская пещера расположена в северо-западных предгорьях Кавказских гор, примерно в 50 км южнее г. Майкопа, около 40 км к юго-западу от станицы Даховская на р. Белой и в 7 км на юго-восток от пос. Мезмай, в Апшеронском районе Краснодарского края.
Топографически пещера расположена на абсолютной высоте 1310 м над уровнем моря в пределах Лагонакского нагорья, которое образует западный участок мегасвода Большого Кавказа. Пещера находится в основании двадцатиметрового обрыва хребта Азиш-тау, на правобережье р. Сухой Курджипс (небольшого притока р. Курджипс, долина р. Белой). Пещерная полость имеет карстовое происхождение. Высота пещеры у входа достигает 10 м, ширина — до 15 м, глубина — около 35 м.
В настоящее время Мезмайская пещера находится в зоне пихтовых лесов, на границе с субальпикой. За время заселения пещеры древним человеком климат в районе пещеры многократно менялся.

## История открытия и исследования
Многослойная палеолитическая стоянка в Мезмайской пещере была открыта в 1987 году Северо-Кавказской палеолитической экспедицией под руководством петербургского археолога Л. В. Головановой. С тех пор под её руководством ведутся археологические раскопки и междисциплинарные исследования в Мезмайской пещере.
В 1993 году под руководством Л. В. Головановой в основании среднепалеолитического слоя 3 пещеры было обнаружено сохранившееся погребение неандертальца (возраст — около 2 месяцев). Неандерталец из Мезмайской пещеры — это один из наиболее полных и хорошо сохранившихся неандертальских скелетов любого возраста в мире. Через несколько лет, также в слое среднего палеолита, обнаружены фрагменты черепа ещё одного неандертальского младенца возрастом около двух лет. Данные открытия стали всемирно известны и вошли в мировую историю изучения неандертальцев. Позже в Мезмайской пещере также был найден зуб другого неандертальского индивида — девочки пяти-шести лет, который был изучен российскими генетиками.
В междисциплинарных исследованиях Мезмайской пещеры, проводимых под руководством Л. В. Головановой, принимали участие геологи (С. А. Несмеянов, М. А. Кулькова), литологии (А. Л. Александровский), антропологи (Г. П. Романова, К. Золликофер, М. Понс де Леон), палеогенетики (С. Паабо, Е. И. Рогаев), специалисты по абсолютному датированию (М. А. Кулькова, Л. Д. Сулержицкий, Б. Блэквелл, А. Скиннер, Д. Рихтер, Х. ванн дер Плихт и др.), палинологии (Г. М. Левковская, Т. В. Сапелко, Т. Ф. Трегуб, М. А. Волков), палеонтологи (Г. Ф. Барышников, Ю. Н. Спасовский и др.), зооархеологи (Д. Хоффекер, Н. Клегхорн), физики (Г. А. Поспелова), геофизики (В. А. Цельмович) и другие специалисты.
За годы исследований в пещере раскопано около 90 м² отложений, в которых найдены десятки тысяч артефактов и огромное количество фаунистических остатков. Результаты исследования этого памятника позволили по-новому взглянуть на развитие среднего и позднего палеолита в Евразии.

## Результаты исследований
Стратиграфическая колонка отложений в Мезмайской пещере включает 20 плейстоценовых и 3 голоценовых слоя, среди них 7 слоев среднего палеолита (неандертальцы), 6 слоев верхнего палеолита, мощный слой эпипалеолита и неолитический слой. Общая мощность отложений достигает 5 м по вертикали. Слои 4-7, сложенные пещерным суглинком, не содержат археологических материалов. Они сформировались до заселения пещеры человеком. За тридцать с лишним лет отложения Мезмайской пещеры были датированы разными методами в ведущих лабораториях мира.

### Средний палеолит
Первоначальное время заселения Мезмайской пещеры неандертальцами может оцениваться на основании генетического возраста новорожденного неандертальца (Мезмайская 1) — ок. 89 тыс.л.н.. Неандертальцы многократно перезаселяли пещеру в этот период до 40 тыс.л.н.
Во всех слоях среднего палеолита археологами найдены многочисленные фаунистические остатки и каменные изделия. В слое 3 найдено кострище. Анализ каменных индустрий позволил Л. В. Головановой доказать, что во всех слоях среднего палеолита в Мезмайской пещере прослеживается развитие во времени индустрии восточного микока, которая широко распространена на Русской равнине и в Крыму. Ведущей формой орудий во всех слоях среднего палеолита являются разнообразные скребла, многочисленны конвергентные формы орудий. Яркой чертой орудийного набора является наличие бифасиальных скребел определённых типов (Прондник, Сухая Мечетка, Бокштайн).
Обсидиан доставлялся неандертальцами в Мезмайскую пещеру за 250 км из источников около села Заюково в Кабардино-Балкарии. Кремень доставлялся неандертальцами из нескольких разных месторождений, в том числе удаленных на 40 и более км. Например, активно использовался цветной кремень из бесленеевских месторождений и коричневый кремень из шаханских месторождений.
В слоях среднего палеолита в Мезмайской пещере вместе с артефактами найдено большое количество костей животных. Среди млекопитающих, по данным исследователей, преобладают остатки первобытного бизона (Bison priscus), кавказского горного козла (или тура; Capra caucasica) и азиатского муфлона (Ovis orientalis). Впервые для кавказских памятников в материалах Мезмайской пещеры (слои 2А и 3) определены кости северного оленя (Rangifer tarandus) . По данным исследований, основная часть костей крупных млекопитающих в среднепалеолитических слоях Мезмайской пещеры накопилась за счет жизнедеятельности человека.

### Погребение неандертальца в Мезмайской пещере
В 1993 г. в основании мустьерского слоя 3 Мезмайской пещеры на кв. М-26 археологом Л. В. Головановой было обнаружено сохранившееся погребение неандертальца — скелет неандертальского ребёнка, сохранившийся в анатомическом порядке. Он лежал на правом боку, головой на север, левая рука вытянута вдоль туловища и немного согнута в локте. Морфологический анализ показал, что ребёнок умер в возрасте около двух недель после рождения. Скелет был классифицирован антропологом Г. П. Романовой как Homo neanderthalensis, близкий неандертальцам Восточной и Центральной Европы. Первоначально неандерталец был датирован исследователями временем формирования слоя 3, который тогда имел лишь одну дату по кости >45000 л.н. В 2000 г. была опубликована дата по этому скелету 29195±965 (Ua-14512). Геном неандертальца из Мезмайской пещеры оказался весьма близок классическому неандертальцу из пещеры Фельдхофер в долине Неандер, Германия. Последующие исследования опровергли эту позднюю дату, которая была сделана по очень небольшому образцу кости, который, видимо, неполностью был очищен от загрязнения современным карбоном. Возраст погребения Мезмайская-1 совпадает или чуть древнее нижнего среднепалеолитического слоя 3, для которого получена серия ЭПР дат от 63 до 73 тыс.л.н. Генетические исследования подтвердили, что ребёнок из Мезмайской пещеры относится к классическим европейским неандертальцам. Генетический возраст Мезмайского неандертальца (Мезмайская 1) оценивается сегодня ок. 89 тыс.л.н. Неандерталец из Мезмайской пещеры — это один из наиболее полных и хорошо сохранившихся неандертальских скелетов любого возраста в мире. Это единственный образец от России, который благодаря своей уникальной сохранности, смог участвовать в проекте Геном неандертальца.
Позже были сделаны две виртуальные реконструкции скелета новорожденного неандертальца из Мезмайской пещеры, которые показали многочисленные особенности этого скелета, которые характерны для взрослых неандертальцев. Важными особенностями черепа, выраженными на момент рождения, являются: сильно выступающая средняя часть лица, отсутствие подбородка, низкий череп с относительно пологим профилем лобной кости и её большей шириной в основании, чем у анатомически современных людей. Проведенные исследования показали, что неандертальские особенности посткраниального скелета следующие: относительно короткие большеберцовые кости в сравнении с длиной диафиза бедренной кости, искривленные формы бедра и голени, медиалатеральное искривление плечевой кости и ключицы, относительно длинная и вертикально вытянутая лобковая кость, и общая массивность всех скелетных элементов в сравнении с современными людьми. Находка в Мезмайской пещере подтвердила гипотезу, что морфология неандертальцев и анатомически современных людей отличалась уже ко времени рождения, а характерные для этих видов черты формировались во время эмбрионального развития. По заключению международной группы ученых «Мезмайский гоминид представляет лучше всего сохранившиеся свидетельства, позволяющие судить о морфологии новорожденного неандертальца».
Кроме этого погребения новорожденного неандертальца, в самом верхнем среднепалеолитическом слое 2 было обнаружено 24 фрагмента черепной крышки ребёнка 1-2 лет (Мезмайская 2). Они находились в яме, уходящей в нижележащие слои. Л. В. Голованова предполагает, что это разрушенное в древности погребение.

### Палеогенетика человека и животных
Эта пещера стала всемирно известной, так как в ней были найдены останки трёх неандертальцев. Первый неандерталец (Mezmaiskaya 1), найденный в более раннем слое, по методу ЭПР получил датировку от 70 до 60 тыс. лет. Второй неандерталец (Mezmaiskaya 2), найденный в самом позднем слое среднего палеолита) получил датировку около 40 тыс. лет. Это скелет младенца-неандертальца, который сохранился лучше, чем европейские аналоги. Скелет послужил материалом для исследований по расшифровке генома неандертальца. Одно из исследований мтДНК показало, что из исследованных — здесь самые необычные неандертальцы.
Анализ генома неандертальцев из Мезмайской пещеры показал, что образец Mezmaiskaya 2 более тесно связан с поздними неандертальцами из Бельгии (Гойе, Spy 94a), Франции (Les Cottés) и Хорватии (Виндия), чем с более древним неандертальцем Mezmaiskaya 1. Сравнение геномов поздних неандертальцев с геномом более древнего неандертальца с Кавказа показало, что концу истории неандертальцев, вероятно, произошёл оборот неандертальского населения либо на Кавказе, либо по всей Европе. Основная часть потока неандертальских генов в ранних Homo sapiens происходила из одной или нескольких исходных популяций, которые разошлись с последними неандертальцами не менее 70 тыс. л. н., но после того, как они откололись от ранее секвенированного неандертальца из Сибири (Altai Neandertal) примерно 150 тыс. лет назад. Исследование Y-хромосом трёх неандертальцев (Mezmaiskaya 2, 43—45 тыс. л. н.; El Sidrón 1253, 46—53 тыс. л. н.; Spy 94a, 38—39 тыс. л. н.) и двух денисовцев (Denisova 4, 55-84 тыс. л. н.; Denisova 8, 106—136 тыс. л. н.) показало, что Y-хромосомная линия поздних неандертальцев отделилась от Y-хромосомной линии современного человека около 370 тыс. лет назад.
Митохондриальный геном зуба неандертальского ребёнка 5-6 лет Mezmaiskaya 3 из слоя 3 (межледниковая морская изотопная стадия MIS 5) образует кладу с митохондриальным геномом Mezmaiskaya 1, а вместе они близки к митохондриальному геному Stajnia S5000 из польской пещеры Стайня. Анализ частичной последовательности ядерного генома показал, что зуб Mezmaiskaya 3 принадлежал женской особи. Mezmaiskaya 3 была часть популяции микокских неандертальцев раннего среднего палеолита, живших ~ 100-70 тыс. л. н., которая была генетически удалена от более поздней популяции европейских микокских неандертальцев, живших 60-40 тыс. лет назад.
Анализ найденных здесь костей (остатков) бизонов позволил установить, что на протяжении среднего и позднего палеолита в окрестностях Мезмайской пещеры жили 4 разных вида бизонов.

### Исчезновение неандертальцев на Кавказе
Исследования комплексных данных и, в том числе вулканических пеплов, в Мезмайской пещере позволило Л. В. Головановой и коллегам впервые выявить синхронность извержения Кампанийского ингимбрита (Campanian Ignimbrite — CI) в Италии с извержением на Центральном Кавказе (вероятно, на вулкане Казбек) и исчезновения неандертальцев в Кавказском регионе. Эти данные дают дополнительные аргументы в поддержку гипотезы, что существование неандертальских популяций и связанных с ними типов индустрий прекратилось в течение очень короткого периода времени, когда вулканическая активность Земли привела к синхронным извержениям в Италии, на Кавказе и, возможно, в других регионах.
Авторы гипотезы связывают исчезновение неандертальцев с влиянием стрессовых для их популяций условий окружающей среды, с глобальными изменениями климата. В интервале от 38 до 41 тыс. л. н. происходит извержение Кампанийского ингимбрита (Campanian Ignimbrite — CI) на Флегрейских полях в Италии. Данное извержение имело внезапный и разрушительный эффект на экологию Восточного Средиземноморья, Восточной и Центральной Европы, которые оказались в зоне непосредственного воздействия выброшенных извержением масс вулканического пепла (тефра Y5), и оказало влияние на резкое похолодание климата в Северном полушарии, вызвав эффект «вулканической зимы». Это событие стало прелюдией сильного глобального похолодания и аридизации климата Земли.
Очевидно, вулканическая деятельность оказала различное влияние в разных регионах обитания неандертальцев. Но вызванный этими извержениями эффект «вулканической зимы» (то есть внезапного и резкого похолодания, вероятно, сопоставимого с моделью т. н. «ядерной зимы»), видимо, стал критическим для выживания неандертальцев в целом. Эта катастрофа привела к резкому разрушению экологических ниш. Она вызвала массовую гибель животных и вымирание самих неандертальцев на значительной части их ареала в Западной Евразии. Популяция европейских неандертальцев потеряла свою жизнеспособность, что, видимо, и внесло критический вклад в окончательное и полное исчезновение неандертальцев.
Многочисленные исследования свидетельствует о том, что извержение CI, исчезновение неандертальцев, завершение существования т. н. «переходных» индустрий и появление самых ранних комплексов типичного верхнего палеолита в Европе (ориньяк и прото-ориньяк) и Западной Азии (ранний ахмариен) произошло примерно в одно и то же геологическое время — около 40-40,5 тыс. л.н.

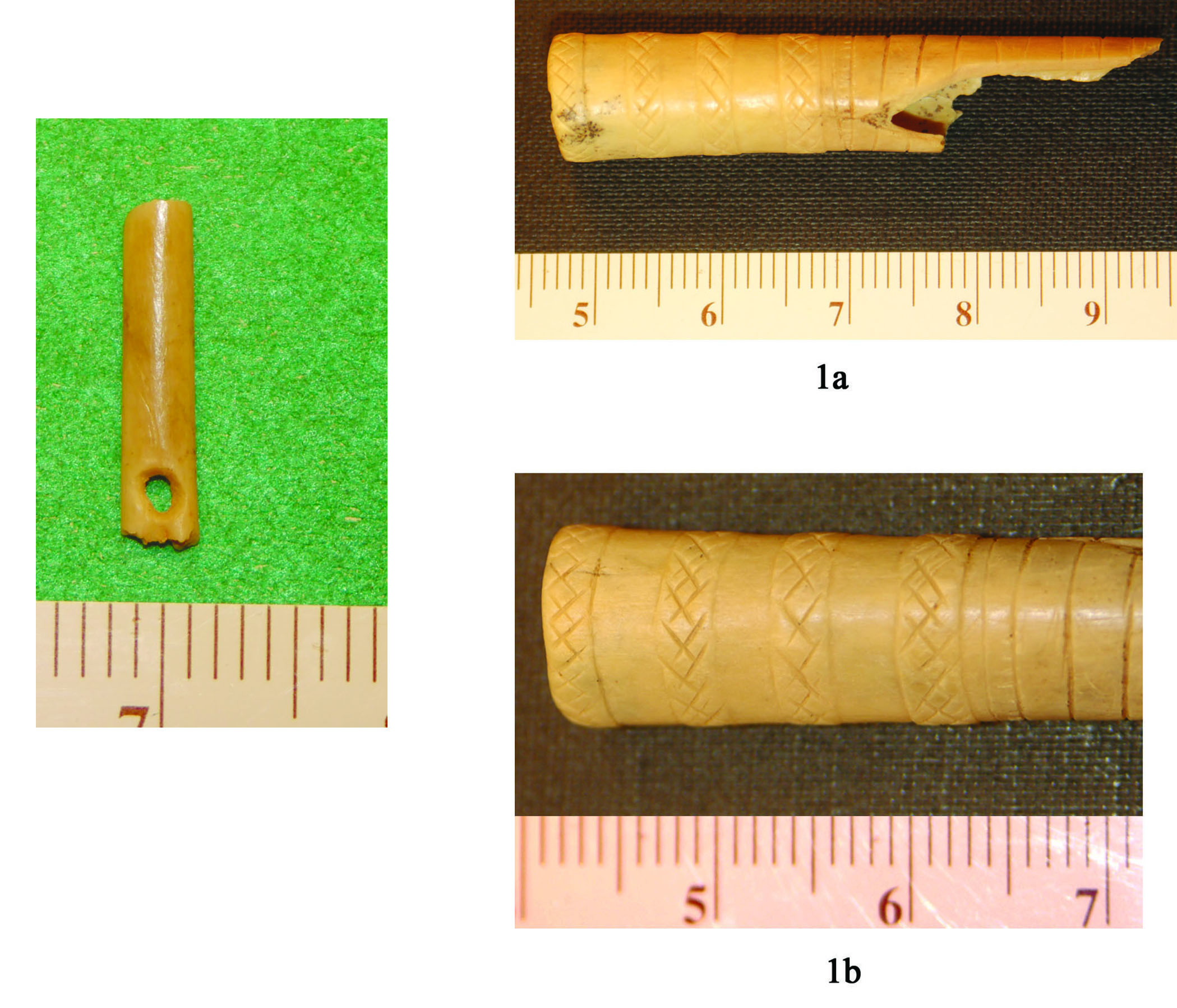
Мезмайская пещера. Одна из самых древних в Евразии костяных игл и костяная игольница с орнаментом. Верхний палеолит

### Верхний палеолит
В промежутке 39-38 тысяч лет назад происходит распространение индустрий раннего верхнего палеолита на Северный Кавказ, которые распространены в регионе вплоть до максимума последнего оледенения, который начался около 25 тысяч лет назад. На Северном Кавказе к этому периоду относится три стратифицированные пещерные стоянки: Мезмайская пещера, пещера Короткая и Губский навес 1.
В Мезмайской пещере изучена самая ранняя стоянка человека современного вида на Северном Кавказе. Самый ранний слой верхнего палеолита 1С в Мезмайской пещере имеет возраст в интервале от 40/39 до 31.5 калиброванных тыс.л.н. В слое 1С Мезмайской пещеры изучена стоянка активного обитания (более 500 изделий на 1 м². при мощности слоя 20 см, очаги и кострища).
Нижележащий слой 1В датируется в промежутке от 31 до 27.5. тыс. л.н. Пачка слоев 1А1, 1А1/1А2, 1А1 датируется от 27.5 до 23.5 тыс.л.н..
Позднепалеолитические индустрии (слои 1С-1А) из Мезмайской пещеры по мнению Л. В. Головановой и коллег по основным показателям очень похожи на Ахмарские памятники. Преобладают орудия на пластинках и микропластинках. В слоях верхнего палеолита обнаружена богатая коллекция изделий из кости, украшения. Среди орудий из кости представлены острия, иглы, проколки, лощила. Здесь же найдено уникальное для этого периода изделие — фрагмент игольницы с геометрическим орнаментом. Большинство подвесок сделаны из резцов копытных животных, прежде всего горных козлов. В слое 1А есть две подвески из молочных резцов оленя. Особый интерес представляют предметы (бусины, наконечник), изготовленные из бивня мамонта, так как на Северо-Западном Кавказе нет свидетельств охоты на мамонтов в период верхнего палеолита. Одна из бусин имеет аналогии в материалах стоянки Сунгирь, расположенной во Владимирской области.
Впервые в мире по материалам Мезмайской был определён состав красок, включающих органические компоненты, древностью около 30 тысяч лет назад. В составе красок использовались органические (битум) и неорганические (красный болюс, каолин) пигменты, а в качестве связующего использовали животный клей, полученный методом кипячения. На сегодняшний день, это самое древнее свидетельство использования кипячения в человеческой истории.
Изучение фаунистических коллекций верхнепалеолитических слоев в Мезмайской пещере показало, что сапиенсы охотились, преимущественно, на три вида животных, среди которых был горный козел, благородный олень и бизон.
Изучение сырьевых стратегий человека современного вида на материалах Мезмайской пещеры позволило выявить существенные отличия от сырьевых стратегий, применявшихся неандертальцами в период среднего палеолита. Сапиенсы преимущественно использовали высококачественное приносное сырье, прежде всего кремень, даже при необходимости транспортировать его на большие расстояния. Изучение источников поступления обсидиана показало, что в период верхнего палеолита это вулканическое сырье доставлялось в Мезмайскую пещеру из двух источников: у села Заюково в Кабардино-Балкарии и из источников Чикиани (Паравани) на юге Грузии, что дополнительно указывает на направления культурных связей в этот период.

### Эпипалеолит
Эпипалеолитический слой 1-3 в Мезмайской пещере состоит их эпизодов многочисленных посещений пещеры человеком на протяжении почти 5 тысяч лет в период от 17 до 12 тыс. л.н. Индустрии этого слоя характеризуются высокой степенью микропластинчатости, присутствием большого количества микропластинок с притупленным краем, появлением геометрических микролитов. Получают распространение новые типы острий, в том числе имеретинские острия с боковой выемкой. Трасологический анализ острий из эпипалеолитического слоя 1-3 Мезмайской пещеры показал, что большая часть острий использовалась в качестве наконечников. Материалы Мезмайской пещеры финала палеолита позволили обосновать раннее появление геометрических микролитов и развитие эпипалеолитической культуры до рубежа плейстоцена и голоцена (12/10 тысяч лет назад), отсутствие оснований для выделения мезолита в данном регионе.
В костяной индустрии эпипалеолита отмечается большое разнообразие костяных орудий: костяных острий, проколок, игл с ушком, и т. д. Среди украшений широко распространены подвески из зубов копытных животных с отверстием, сделанным в новой технике — биконического сверления. В этот период появляются первые изделия с прорезными пазами для закрепления каменных вкладышей. Широкое распространение получают украшения из раковин наземных моллюсков.

### Неолит
В слое 1-2В Мезмайской пещеры изучены остатки стоянки периода неолита (8-7.5 кал. тыс.л.н.). В неолите Мезмайская пещера использовалась человеком как сезонная охотничья стоянка.